# Saillans (Drôme)
Saillans település Franciaországban, Drôme megyében. Lakosainak száma 1459 fő (2022. január 1.). Saillans Pontaix, Saint-Sauveur-en-Diois, Mirabel-et-Blacons, Vercheny, Montclar-sur-Gervanne, Aubenasson, Eygluy-Escoulin, Chastel-Arnaud és Espenel községekkel határos.

## Népesség
A település népessége az elmúlt években az alábbi módon változott:

| 2021 | 1 446 |
| 2022 | 1 459 |